# Algimantas Masiulis
Algimantas Masiulis, né le 10 juillet 1931 au village Surdegis de la municipalité du district d'Anykščiai et mort le 19 août 2008 à Kaunas en Lituanie, est un acteur de théâtre et cinéma soviétique puis lituanien,,.

## Biographie
Algimantas Masiulis naît le 10 juillet 1931 dans le village de Surdegis sur le territoire de la municipalité du district d'Anykščiai en Lituanie.
En 1948, il sort diplômé du studio du théâtre dramatique de Panevėžys.
De 1948 à 1978, il est acteur du théâtre dramatique de Panevėžys, de 1978 - du Théâtre dramatique de Kaunas.
Il fait ses débuts au cinéma en 1957 dans le rôle épisodique d'un officier dans le film Ignotas grįžo namo d'Aleksandr Razoumny. Il connait une véritable célébrité après la sortie en 1966 du film Personne ne voulait mourir de Vytautas Žalakevičius.
En 1979 il incarne Sherlock Holmes dans l'adaptation de L'Escarboucle bleue porté à l'écran par Nikolaï Loukianov aux studios Belarusfilm.
En 1974, Il a reçu le titre d'artiste émérite de la RSS de Lituanie, et en 1981 il a reçu le titre d'artiste du peuple de la RSS de Lituanie.
Sa carrière compte environ 160 rôles sur la scène du théâtre et environ 100 sur le plateau. ses rôles particulièrement mémorables étaient les rôles des officiers SS.
Le dernier film de Masiulis était le documentaire Fritz et les Blondes d'Arbo Tammiksaar (2008) - un film sur l'évolution de l'image cinématographique de l'ennemi, dans lequel l'acteur a joué avec le Letton Uldis Lieldidžs et l'Estonien Tõnu Aav.  
Il est décédé le 19 août 2008 et fut enterré au cimetière de Petrašiūnai à Kaunas.

## Filmographie sélective
- 1966 : Personne ne voulait mourir (Niekas nenorėjo mirti) de Vytautas Žalakevičius : Mikolas Lokis
- 1968 : Le Glaive et le Bouclier (Щит и меч) de Vladimir Bassov : oberführer Willy Schwarzkopf
- 1973 : La Défaite de l'ingénieur Garine (ru) (Крах инженера Гарина), téléfilm de Leonid Kvinikhidze : Stufen
- 1975 : Des diamants pour la dictature du prolétariat (Бриллианты для диктатуры пролетариата) de Grigori Kromanov : Nolman, agent de renseignement
- 1975 : Les Flèches de Robin des Bois (Стрелы Робин Гуда) de Sergueï Tarassov : Sir Guy of Gisbourne
- 1975 : Trois cœurs (ru) (Сердца трёх) de Vladimir Popkov (ru) : Regan
- 1979 : L'Escarboucle bleue (Голубой карбункул) de Nikolaï Loukianov : Sherlock Holmes (voix Anatoli Kouznetsov)
- 1981 : Faktas (Le Groupe sanguin zéro) d'Almantas Grikevičius : Peciukonis

## Prix et récompenses
- 1974 : Artiste émérite de la RSS de Lituanie
- 1981 : Artiste du Peuple de la RSS de Lituanie
- Ordre du Grand-Duc Gediminas